# Wanggane sikgudeul
Wanggane sikgudeul (hangeul: 왕가네 식구들, lett. La famiglia Wang; titolo internazionale Wang's Family, conosciuta anche come King's Family) è una serie televisiva sudcoreana trasmessa su KBS2 dal 31 agosto 2013 al 16 febbraio 2014.

## Trama
Wang Soo-bak, la figlia maggiore della famiglia Wang, si è sposata con un uomo benestante, ma, quando il marito Go Min-joong dichiara bancarotta, è costretta a tornare nella casa dei genitori con la famiglia. Anche la seconda figlia Ho-bak ha problemi economici a causa del marito disoccupato Heo Se-dal, mentre la terza figlia Gwang-bak decide all'improvviso di lasciare il suo lavoro di insegnante per inseguire il sogno di diventare scrittrice.

## Personaggi
- Wang Soo-bak, interpretata da Oh Hyun-kyung
Figlia maggiore di Wang Bong ed ex concorrente di Miss Corea.
- Go Min-joong, interpretato da Jo Sung-ha
Marito di Soo-bak ed ex fidanzato di Oh Soon-jung.
- Wang Ho-bak, interpretata da Lee Tae-ran
Seconda figlia di Wang Bong, è stata maltrattata dalla madre sin da piccola.
- Ho Se-dal, interpretato da Oh Man-seok
Marito di Ho-bak.
- Wang Gwang-bak, interpretata da Lee Yoon-ji
Terza figlia di Wang Bong.
- Choi Sang-nam, interpretato da Han Joo-wan
Imprenditore innamorato di Gwang-bak, la famiglia di lei lo disprezza perché non ha finito le superiori.
- Ahn Gye-shim, interpretata da Na Moon-hee
Madre di Wang Bong e Wang Don, nonna delle protagoniste.
- Wang Bong, interpretato da Jang Yong
Il capofamiglia della famiglia Wang.
- Lee Ang-geum, interpretata da Kim Hae-sook
Moglie di Wang Bong.
- Wang Dong, interpretato da Choi Dae-chul
Fratello minore di Wang Bong, gli piace Heo Young-dal.
- Wang Hae-baek, interpretata da Moon Ga-young
Quarta figlia di Wang Bong, è una brava studentessa.
- Wang Dae-bak, interpretato da Choi Won-hong
L'unico figlio di Wang Bong, non ha obiettivi nella vita finché non incontra Choi Sang-nam. È il fidanzato di Mi-ho.
- Go Ji-shik, interpretato da Noh Joo-hyun
Padre di Min-joong.
- Go Min-sook, interpretata da Kim Mi-ra
Sorella di Min-joong.
- Go Ae-ji, interpretata da Lee Ye-seon
Figlia di Min-joong e Soo-bak.
- Go Joong-ji, interpretato da Jung Ji-yeon, Cha Yoo-jin e Park Joon-hyuk
Figlio di Min-joong e Soo-bak.
- Park Sal-ra, interpretata da Lee Bo-hee
Madre di Se-dal.
- Heo Young-dal, interpretata da Kang Ye-bin
Sorella di Se-dal.
- Heo Shin-tong, interpretato da Lee Tae-woo
Figlio di Se-dal e Ho-bak.
- Heo Bang-tong, interpretato da Hong Hyun-taek
Figlio di Se-dal e Ho-bak.
- Choi Dae-se, interpretato da Lee Byung-joon
Padre di Choi Sang-nam.
- Oh Soon-jung, interpretata da Kim Hee-jung
Zia di Choi Sang-nam ed ex di Min-joong, è la madre biologica di Mi-ho.
- Mi-ho, interpretata da Yoon Song-yi
Figlia di Soon-jung e Min-joong.

## Ascolti
| Episodio | Data di trasmissione | Dati TNMS           | Dati TNMS                  | Dati AGB            | Dati AGB                   |
| Episodio | Data di trasmissione | A livello nazionale | Area metropolitana di Seul | A livello nazionale | Area metropolitana di Seul |
| -------- | -------------------- | ------------------- | -------------------------- | ------------------- | -------------------------- |
| 1        | 31 agosto 2013       | 20,2%               | 19,5%                      | 19,7%               | 20,5%                      |
| 2        | 1 settembre 2013     | 21,9%               | 21,4%                      | 23,8%               | 24,9%                      |
| 3        | 7 settembre 2013     | 21,5%               | 21,5%                      | 21,2%               | 21,7%                      |
| 4        | 8 settembre 2013     | 23,6%               | 24,5%                      | 24,6%               | 25,8%                      |
| 5        | 14 settembre 2013    | 21,8%               | 21,6%                      | 22,3%               | 23,0%                      |
| 6        | 15 settembre 2013    | 24,8%               | 25,8%                      | 24,7%               | 26,5%                      |
| 7        | 21 settembre 2013    | 23,1%               | 23,0%                      | 22,1%               | 21,6%                      |
| 8        | 22 settembre 2013    | 24,6%               | 25,5%                      | 27,5%               | 28,6%                      |
| 9        | 28 settembre 2013    | 26,4%               | 28,0%                      | 26,3%               | 26,6%                      |
| 10       | 29 settembre 2013    | 28,3%               | 30,6%                      | 30,3%               | 32,2%                      |
| 11       | 5 ottobre 2013       | 25,0%               | 25,3%                      | 25,3%               | 24,9%                      |
| 12       | 6 ottobre 2013       | 27,6%               | 28,9%                      | 29,8%               | 30,6%                      |
| 13       | 12 ottobre 2013      | 23,6%               | 25,1%                      | 23,1%               | 22,3%                      |
| 14       | 13 ottobre 2013      | 29,1%               | 29,4%                      | 30,5%               | 31,1%                      |
| 15       | 19 ottobre 2013      | 27,0%               | 27,5%                      | 26,1%               | 26,3%                      |
| 16       | 20 ottobre 2013      | 29,7%               | 30,8%                      | 30,5%               | 30,7%                      |
| 17       | 26 ottobre 2013      | 27,9%               | 27,8%                      | 26,7%               | 27,2%                      |
| 18       | 27 ottobre 2013      | 30,7%               | 32,2%                      | 32,3%               | 32,9%                      |
| 19       | 2 novembre 2013      | 28,3%               | 29,6%                      | 28,2%               | 29,4%                      |
| 20       | 3 novembre 2013      | 30,4%               | 32,5%                      | 32,9%               | 33,1%                      |
| 21       | 9 novembre 2013      | 28,3%               | 29,8%                      | 29,5%               | 29,2%                      |
| 22       | 10 novembre 2013     | 32,5%               | 35,1%                      | 33,1%               | 33,9%                      |
| 23       | 16 novembre 2013     | 27,2%               | 27,9%                      | 28,3%               | 28,8%                      |
| 24       | 17 novembre 2013     | 32,2%               | 32,3%                      | 32,5%               | 32,7%                      |
| 25       | 23 novembre 2013     | 29,7%               | 30,8%                      | 29,2%               | 29,4%                      |
| 26       | 24 novembre 2013     | 33,7%               | 35,3%                      | 32,3%               | 31,9%                      |
| 27       | 30 novembre 2013     | 32,0%               | 33,8%                      | 29,5%               | 29,9%                      |
| 28       | 1 dicembre 2013      | 34,8%               | 36,0%                      | 34,9%               | 35,5%                      |
| 29       | 7 dicembre 2013      | 32,1%               | 33,7%                      | 30,6%               | 31,0%                      |
| 30       | 8 dicembre 2013      | 36,1%               | 37,5%                      | 37,9%               | 39,6%                      |
| 31       | 14 dicembre 2013     | 33,3%               | 36,7%                      | 33,4%               | 34,0%                      |
| 32       | 15 dicembre 2013     | 37,6%               | 40,7%                      | 36,9%               | 37,2%                      |
| 33       | 21 dicembre 2013     | 32,7%               | 34,3%                      | 32,4%               | 33,3%                      |
| 34       | 22 dicembre 2013     | 38,1%               | 38,7%                      | 39,1%               | 39,9%                      |
| 35       | 28 dicembre 2013     | 33,3%               | 34,3%                      | 34,1%               | 34,8%                      |
| 36       | 29 dicembre 2013     | 37,5%               | 39,9%                      | 40,0%               | 41,2%                      |
| 37       | 4 gennaio 2014       | 35,2%               | 39,1%                      | 36,2%               | 35,5%                      |
| 38       | 5 gennaio 2014       | 38,0%               | 41,5%                      | 40,7%               | 40,8%                      |
| 39       | 11 gennaio 2014      | 36,7%               | 39,5%                      | 37,6%               | 38,5%                      |
| 40       | 12 gennaio 2014      | 42,3%               | 45,9%                      | 43,2%               | 44,9%                      |
| 41       | 18 gennaio 2014      | 37,7%               | 41,1%                      | 39,7%               | 39,7%                      |
| 42       | 19 gennaio 2014      | 42,9%               | 46,0%                      | 43,9%               | 44,8%                      |
| 43       | 25 gennaio 2014      | 42,3%               | 45,7%                      | 41,2%               | 41,8%                      |
| 44       | 26 gennaio 2014      | 45,3%               | 48,5%                      | 46,7%               | 47,1%                      |
| 45       | 1 febbraio 2014      | 42,3%               | 44,3%                      | 39,3%               | 38,2%                      |
| 46       | 2 febbraio 2014      | 46,6%               | 49,5%                      | 46,2%               | 46,6%                      |
| 47       | 8 febbraio 2014      | 42,3%               | 45,5%                      | 41,3%               | 41,2%                      |
| 48       | 9 febbraio 2014      | 46,8%               | 50,3%                      | 48,3%               | 49,9%                      |
| 49       | 15 febbraio 2014     | 37,2%               | 39,8%                      | 38,3%               | 38,5%                      |
| 50       | 16 febbraio 2014     | 45,8%               | 48,9%                      | 47,3%               | 47,9%                      |
| Media    | Media                | 32,6%               | 34,3%                      | 33,0%               | 33,6%                      |

## Colonna sonora
1. Find Love, Find Life (사랑찾아 인생찾아) – Jo Hang-jo
2. 사랑인가 봅니다 – Park Seung-hwa
3. 사랑인가 봅니다 – Han Soo-young
4. Anesthesia (마취) – SUKI
5. That Person (그 사람) – Lee Yoon-ji e Han Joo-wan
6. 틈 – SUKI
7. Loneliness (고독)
8. Just... (Guitar Ver.) (그저... (Guitar Ver.))
9. Just... (Violin Ver.) (그저... (Violin Ver.))
10. More Sad Memories (기억보다 슬픈)
11. Irreversible (되돌릴 수 없는)
12. Soon-jung's Theme (순정 Theme)
13. Love (사랑)
14. Find Love, Find Life (Inst.) (사랑찾아 인생찾아 (Inst.))

## Riconoscimenti
| Anno | Premio                | Categoria                                          | Ricevente          | Risultato       |
| ---- | --------------------- | -------------------------------------------------- | ------------------ | --------------- |
| 2013 | KBS Drama Awards      | Premio alla massima eccellenza, attrice            | Kim Hae-sook       | Candidato/a     |
| 2013 | KBS Drama Awards      | Premio all'eccellenza, attore in un drama seriale  | Jo Sung-ha         | Vincitore/trice |
| 2013 | KBS Drama Awards      | Premio all'eccellenza, attore in un drama seriale  | Oh Man-seok        | Candidato/a     |
| 2013 | KBS Drama Awards      | Premio all'eccellenza, attrice in un drama seriale | Lee Tae-ran        | Vincitore/trice |
| 2013 | KBS Drama Awards      | Premio all'eccellenza, attrice in un drama seriale | Lee Yoon-ji        | Candidato/a     |
| 2013 | KBS Drama Awards      | Miglior attrice di supporto                        | Oh Hyun-kyung      | Candidato/a     |
| 2013 | KBS Drama Awards      | Miglior nuovo attore                               | Han Joo-wan        | Vincitore/trice |
| 2013 | KBS Drama Awards      | Miglior giovane attore                             | Choi Won-hong      | Candidato/a     |
| 2013 | KBS Drama Awards      | Miglior giovane attrice                            | Moon Ga-young      | Candidato/a     |
| 2013 | KBS Drama Awards      | Miglior sceneggiatore                              | Moon Young-nam     | Vincitore/trice |
| 2013 | Korea Practice Awards | Gran premio per l'attore di un drama               | Jo Sung-ha         | Vincitore/trice |
| 2014 | Korea Drama Awards    | Miglior drama                                      | Wanggane sikgudeul | Candidato/a     |